# سیه‌کوواس
سیه‌کوواس نام دهکده ای در نزدیکی شهر برود در کشور بوسنی و هرزگوین است.